# Munius Lupercus
Munius Lupercus (? - 70) was een Romeinse onderbevelhebber die twee legioenen aanvoerde tijdens de Bataafse Opstand. Zodra de opstand geleid  door Julius Civilis succesvol leek kreeg Lupercus het bevel de opstandelingen aan te vallen. Wegens verraad door een groot deel van zijn Germaanse hulptroepen moesten de Romeinen zich terugtrekken op Castra Vetera (het huidige Xanten in Duitsland).
Na een belegering van de stad door de Bataven en hun bondgenoten werd Xanten ingenomen. Lupercus werd als geschenk naar de zieneres Veleda gestuurd maar kwam nooit aan. Hij werd vermoord.
De enige bron over Munius Lupercus is de Historiae van Tacitus.